# Мамаканское водохранилище
Мамака́нское водохрани́лище — искусственный водоём в Бодайбинском районе Иркутской области России, образованный на реке Мамакан в результате строительства Мамаканской ГЭС. Длина — 30 км. Ширина — 0,5 км. Площадь — 10,82 км². Объём — 197 млн м³. Полезный объём — 0,1 км³. Наибольшая глубина — 45 м. Площадь водосбора — 9300 км². Наполнение начато в 1961 году. Спроектировано институтом Ленгидропроект. Высота над уровнем моря — 289 м.

## Экология
В 2008 г. предприятиями, занимающимися золотодобычей, было сброшено более 0,1 т нефтепродуктов.

## Топографические карты
- Лист карты O-50-XIX. Масштаб: 1 : 200 000. Указать дату выпуска/состояния местности.